# Kereszténység védőbástyája

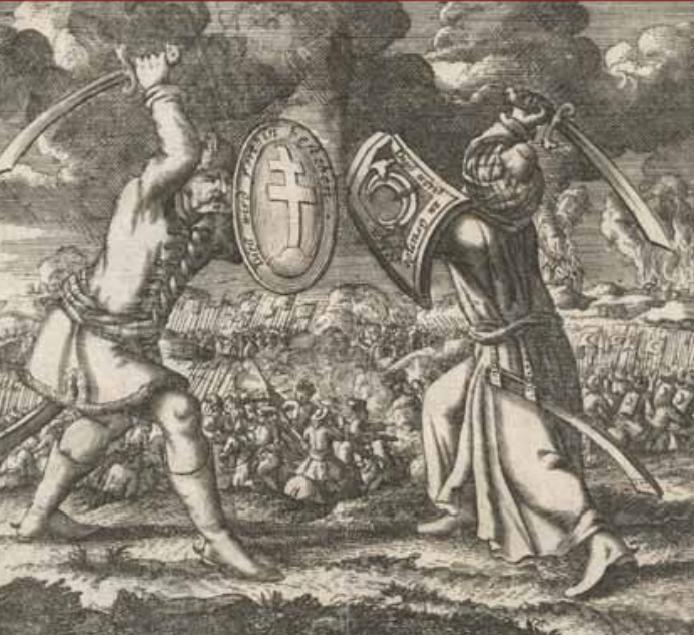
Balassi Bálint: "Ó én édes hazám, te jó Magyarország! Ki kereszténységnek viseled paizsát…"
Magyar és török vitéz összecsapás, korabeli allegórikus ábrázolása

A kereszténység védőbástyája a középkorban széles körben használt díszítő jelző, missziós érzület, mellyel a nyugati kereszténységet a nem keresztény (pogány, muszlim) népek és országok, különösképpen az Oszmán Birodalom támadásai ellen sikerrel védő országokat illették. Ez időben és e népek ellen harcolván vált a magyar nemzeti hivatástudat kifejezésévé. A magyar nemzetfogalom, nemzeti identitás két legfontosabb eredő forrása a hun–magyar rokonságon alapuló leszármazástudat (más néven történeti tudat) és a kereszténység védőbástyája eszméből levezetett hivatástudat. A lengyel-magyar barátság kialakulásában is szerepe volt.

## Kialakulása
Magyar környezetben e fogalom hamarább megjelent, mint nyugaton.

### Kialakulása nyugaton
Nagy Konstantin megalapította az Új Rómát (Konstantinápolyt), és ezáltal keletre költözött a Római Birodalom fővárosa. A keresztény Konstantinápoly elbukásával felmerült a kérdés ki fogja megállítani az oszmán terjeszkedést. A középkori felfogás szerint az a jó keresztény, aki meg tudja védeni a keresztényeket. Egy középkorban kialakult erénnyé vált ez. A legalkalmasabb személy erre a király, aki hadsereget szervez és sikeresen veri vissza az országba betörő portyázásokat, vagy hadsereget. Ő lesz az Athleta Christi (jelentése: Krisztus Bajnoka) és a Defensor Fidei (A Hit Védelmezője). Ebből alakul ki, és a XVI. században jelenik meg a Védőbástya-eszme, amelynek célja a buzdítás, és elismerés. A pápai bullákban éppúgy megtaláljuk, mint oklevelekben az antemurale christianitatis kifejezést, melyet leginkább akkor használnak amikor sikeres hadművelettel védekezik egy keresztény ország. Az egyik legismertebb hirdetője Aeneas Sylvius Piccolomini, a későbbi római pápa II. Piusz.
A kereszténység védőbástyája vándorló fogalommá válik, nemcsak politikai retorikává válik, hanem megjelenik az irodalomban is. Nemcsak egy országra használják, hanem éppen arra, amely abban az időben kitűnik a keletről jött támadások elleni vitézséggel.

### Magyarországon
A magyarság a Szent István-i államalapítással (feudális keresztény állam alapítása, előtte a nem-római államiságot képviselő Magyar Nagyfejedelemség volt) betagozódott a latinkeresztény, nyugati keresztény királyságok sorába. Magyarországtól délre és keletre viszont a görög- vagy bizánci kereszténység honosodott meg. Közkeletű néven az elsőt római katolikus, míg a másikat görögkeleti kereszténységnek nevezzük. Magyarország a római katolikus műveltség határmezsgyéje, legkeletibb állama lett. A legkeletibb fekvés folytán a délről és keletről jövő támadások többségének szükségszerűen Magyarországon kellett általmennie.
Szent István volt az első uralkodó, aki a kereszténységet megszilárdította törvénykezéssel, belső és külső harccal. Törvénykönyvében mint a keresztények védelmezőjét Defensor Christianitis írja le magát. Még a 11. században szentté avatják, így lesz Magyarország első szentje. A kereszténységet a Mennyek Királynőjének, Szűz Máriának történő országfelajánlással erősíté meg röviddel halála előtt. A kereszténység védelme így lett a királyeszméből nemzettudat.

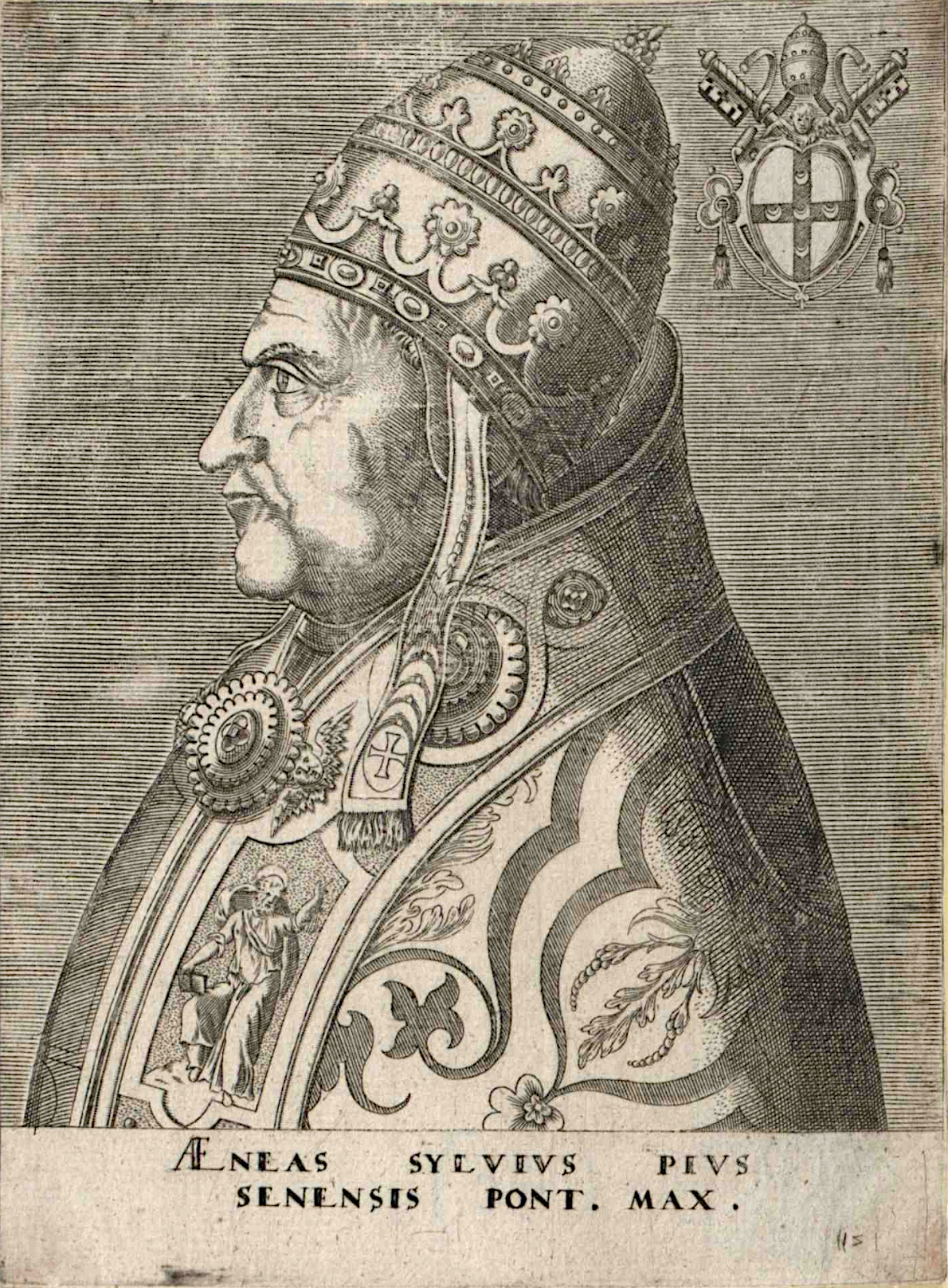
II. Piusz pápa

Szent István utódai teljes meggyőződéssel vállalták a hitvédelem szerepét, amit a magyarság történeti és földrajzi helyzetének felismerése még csak megkönnyített számukra. A XI. század közepétől kezdve az országot három oldalról pogány, eretnek és szakadár népek gyűrűje vette körül. Szent László királynak e kellemetlen keleti szomszédok ellen vívott harcait a király életírója a pogányok és keresztények, sőt a pogányság és kereszténység mérkőzéseként jellemzi, s minduntalan azok a frázisok tolulnak tollára, melyekkel az Ószövetség Izrael és a bálványimádók csatáit jellemzi.  A XIII. század folyamán a magyar király kereszténységvédő szerepe még sokoldalúbbá válik. A bizánci birodalom összeomlása nem csupán melléktartományok és hűbéres államok szervezését teszi lehetővé, de módot nyújt királyainknak a nyugati-latin kereszténység terjesztésére is.
A 14. században alakult ki az általános vélekedés, hogy a törököket ki kell űzni Európából. Nagy Lajos király Bulgária területén 1366-ban legyőzte a törököket, és később állandósultak a harcok. A pápa 1410-ben még Bizánc eleste előtt Magyarországot a "a keresztény hit védőpajzsának, és bevehetetlen védfalnak"" nevezi. A keletet megvédő országok közül Magyarországot látták legalkalmasabb erősségnek. Különösen a nándorfehérvári diadal után 1456 után terjedt el az országról a kereszténység védőbástyája cím. Aeneas Sylvius Piccolomïni, 1458-tól II. Piusz néven pápa, erős szorgalmazója a törökellenes harcoknak és dicsérője a magyaroknak. A kereszténység védőbástyája politikai retorikává válik, kifejezi vele a nem-keresztények elleni harc szükségességét, hasznosságát és üdvözítő voltát, bírálja és mozgósítani kívánja evvel a renyhéket, kishitűeket, megemlékezik az áldozatokról, és kitűzi a végső célt: megvédeni Európát a törököktől. Kifejezi egyben aggodalmát, ha ez Magyarországnak nem sikerül elvész mindaz a humánum amit ez az ország felhalmozott. 
…III. Callixtus, akinek a római szék ugyanezen időben jutott osztályul, Johannest, a Szent Angyal bíbornokát, akit már korábban kiváló erényű férfiúként említettünk, azon feladattal küldötte követként, hogy a németeket fegyverbe szólítsa, s hogy a törökök támadását mérsékelje. Ő mindazoknak, akik a törökök ellen harcolni akartak, bűnbocsánatot ígért, s Kapisztrán János segítségével, aki ugyanezen időben Magyarországon prédikált, keresztesek nem csekély seregét gyűjtötte össze — nem a gazdagok és a nemesek közül, hanem a nincstelen s nemtelen népből. Süketek voltak a gazdagok fülei az evangélium számára, s a fejedelmek nem hallgatták meg az isteni igét. A hatalmasok, megelégedvén a dolgok jelen állásával, Krisztus eljövendő országát csak haldokolván keresték: a hívő szegénység azonban könnyen engedelmeskedett az igehirdetőknek. Több mint negyvenezren lettek keresztesekké. Ε csapat inkább hittel, semmint fegyverekkel volt felvértezve.
1509-es Hagymási Bálint Ad Pannonium versében kibővíti a bástya fogalmát pajzsra: "Csupán te vagy a Krisztus-hívő népnek/ Védelme és legyőzhetetlen pajzsa". A hitszónokok, például Laskai Osvát egyenesen Istenre hivatkoznak, és alakítják ki a magyarságban ekkor a küldetés, illetve felelősségtudatot: "...a magyarságot rendelé Isten pajzsul a Nagy Török ellen." Magyarország kiemelt bástyáját egy korabeli allegorikus grafika mutatja be, ahol a római Angyalvár előtt egy bástyán magyar katonák, és az oldalán magyar címer van. Erre utaló kifejezést - Magyar kutatások szerint - a 13. - 17 századig 206 alkalommal találtak utalást a Vatikáni titkos levéltárban megemlítve Magyarországgal kapcsolatban.

### Magára hagyatottság
Több magyar abban az elhívatottságban, hogy Magyarország nemcsak magát, hanem Európát is védi, elgondolkozott azon, hogy a népek közül egyedül maradt a keletről-délről betörő népek ellen, míg Európa reneszánszát éli. A tatár veszedelem évtizedeiben a magyar király szükségképpen döbbent rá uralkodói hivatásának, országa helyzetének és Európához való viszonyának tudatára. E felismerés jól tükröződik a levélben, melyet 1252 táján, egy újabb tatár támadás hírének hatása alatt IV. Béla írt IV. Ince pápához. Deér József történész szavaival: "Minden együtt van ebben a levélben, amit magyar király országa sorsáról csak elmondhatott: a keresztény, sőt európai egység hite, ezen egységbetartozás szenvedélyes vállalása, annak világos tudata, hogy helyzeténél fogva ennek az országnak védelme egyet jelent az egész kereszténység oltalmazásával és éppen ezért egyetemes keresztény, egyetemes európai feladat. Megszólal benne a magyar magánosság szólama is: az európai-keresztény érdek szolgálata szép szavakon kívül legföljebb gáncsra számíthat a közvetlen szomszédok részéről. Ha ezt a gondolatmenetet összehasonlítjuk mindazoknak megnyilatkozásaival, akik a későbbi századok folyamán a török nyomás alatt vergődő magyarság európai helyzetét jellemezték, Hunyadi Jánostól Mátyáson keresztül egészen a mohácsi síkra induló II. Lajosig, akkor a szemlélet és felfogás teljes egyezését kell megállapítanunk." A védőbástya-gondolat tehát XIII. század közepén már készen áll, mégpedig vitathatatlanul elsőnek, magyar fogalmazásban. A XIV. század óta már nyugaton is elismerik a magyar király keresztényvédő szerepét.  A török háborúk még inkább előtérbe állítják ezt a gondolatot, különösen Zsigmond korában, aki többször utalt a török elleni európai összefogás szükségességére. A magyar király tehát a XI. századtól egészen a XV. századig a keresztény hit védője a keleti pogányság és barbárság ellen, elsősorban saját meggyőződése, de a kereszténység fejének véleménye szerint is.
Éppen a Mohácsi csata előtti évtizedben voltak ezek a hangok legerősebbek. II. Lajos 1524-ben - két évvel a mohácsi csata előtt -, VII. Kelemenhez írt levelében megemlíti az elbukás lehetőségét és annak következményét.: "...alulmaradunk, tudják meg az összes keresztények elsősorban Itália, Germánia, és maga Róma szent városa és egyháza, hogy mit tettek a magyarok a keresztény név védelmére, a vallás épségére immár több mint száz éve a magyarok." Werbőczy a Tripartitum - írta 1504-1514-ig - előszavában száznegyven évre teszi e küzdelem hosszát.

### A Hódoltság korában
A török offenzíva ellen a magyar keresztények meglepő társadalmi összefogással harcoltak. Megjelent előttük a végromlás víziója. Brodarics István veti fel a folytonosság elvét, Mohácsot méltatva, hogy "amióta a szkítáktól kijöttünk", mindig a "többi kereszténynek pajzsa bástyája voltunk."  A hódoltság alatt magyar nemzettudatban az európai kereszténységhez való tartozás tudata, valamint az iszlám, kereszténységgel ellentétes vallás révén, segítette az ellenállást és erősítette az összetartozást.

### Folytonosság
Nyilatkozatok alapján Lengyelországban Magyarországot újra a kereszténység védőbástyájának nevezik - magukat is beleértve -, mert az új alkotmányban a kereszténységet, mint értéket előírja. A migránsválság beköszöntével pedig újból aktuálissá vált a kifejezés használata Magyarországra. A határzár megítélése azonban Európa nyugati felében megosztott, vagy inkább ellenséges. Az európai kereszténység háttérbe szorulván az egész fogalmat bírálat tárgyává téve (a kritikai elmélet jegyében) vitatják és szembesítik a rendszerváltás idején történt önkéntes magyar határnyitással, ami nem muzulmánokat érintett akkor, hanem németeket.

## Albánia
1443 és 1468 között Kasztrióta György albán fejedelemnek, azaz Szkander bégnek országos összefogással sikerült feltartóztatni az oszmán hadsereget, ezáltal Albánia nemzeti hősévé vált.

## Horvátország
1519-ben Leó pápa nevezte Horvátországot kereszténység védőbástyájának egy levélben.
Vladislav Mencetić írta 1665-ben költeményében, hogy "Olaszország elsüllyedne a szolgaság mély hullámában, ha az oszmán tenger nem feneklett volna meg a horvát tengerparton". Egy másik török korabeli költő azon kesereg Buda török kézre kerülése után, hogy se magyar se más környező nép nem képes kiállni a török ellen.

## Lengyelország
Mátyás király halála után II. Ulászló lengyel-magyar király lépett trónra, így Lengyelország szerepe felértékelődött. Ekkor alakul ki a közös lengyel-magyar védőbástya eszme, és a két nép barátsága.